# Martine Bardot-Vaucoulon
Martine Bardot de Vaucoulon (26 de enero de 1948) es una botánica francesa, que ha realizado extensas investigaciones sobre la flora de Madagascar, y realizado expediciones botánicas a Kamchatka, Groenlandia, Azores

## Algunas publicaciones
- lucile Allorge-Boiteau, maxime Allorge. 2007. Faune et flore de Madagascar. Ed. Karthala, 170 p. ISBN 2845869428, ISBN 9782845869424

## Honores

### Eponimia
- (Euphorbiaceae) Euphorbia martinae Rauh[3]

- (Hyacinthaceae) Lachenalia martinae W.F.Barker -- J. S. African Bot. 45(2): 207. 1979 (IK)
- La abreviatura «Bard.-Vauc.» se emplea para indicar a Martine Bardot-Vaucoulon como autoridad en la descripción y clasificación científica de los vegetales.[4]